# Virus rjave grbančavosti plodov paradižnika
Virus rjave grbančavosti plodov paradižnika (s krajšavo ToBRFV, iz angleškega termina tomato brown rugose fruit virus) je rastlinski virus rodu Tobamovirus, opisan leta 2015. Virus so prvič zaznali v Jordaniji in Izraelu, od takrat pa se hitro razširja v druge predele. Njegova glavna gostitelja sta paradižnik in paprika. Virus rjave grbančavosti plodov paradižnika med drugim povzroča simptome, kot so mozaični vzorci, skrivenčeni listi in rjavi, gubasti madeži na plodovih. Izbruhi bolezni, ki jo povzroča virus ToBRFV, so lahko siloviti in navadno povzročijo, da obolelih sadov ni moč prodati. Virus so v Sloveniji prvič zaznali avgusta 2021.

## Zgodovina in razširjenost
Leta 2015 so v rastlinjakih v Jordaniji opazili, da listi gojenih rastlin paradižnika (Solanum lycopersicum) izkazujejo nekateri simptome bolezni, pri čemer so plodovi takšnih rastlin razvili močne rjave madeže. Strokovnjaki so iz obolelih rastlin ekstrahirali ribonukleinsko kislino (RNK) povzročitelja, nakar so izvedli RT-PCR (reverzno verižno reakcijo s polimerazo). Test je bil negativen za večino pogostih virusov, ki tipično napadajo paradižnik, a je pokazal na prisotnost novega tobamovirusa. Po sekvenciranju in okarakteriziranju parazita so za virus predlagali ime tomato brown fruit rugose virus (ToBRFV), kar se v slovenščino prevaja kot virus rjave grbančavosti plodov paradižnika. Kasneje istega leta je virusovo ime potrdil Mednarodni komite za taksonomijo virusov (International Committee on Taxonomy of Viruses). Leta 2019 so zaključili, da so bili jordanijski nasadi okužene paprike (Capsicum annuum), kjer so se v letih 2015 in 2016 pojavili podobni simptomi, prav tako oboleli z virusom ToBRFV (v kombinaciji s tako imenovanim virusom blagega zelenega mozaika tobaka ali tobacco mild green mosaic virus).
Bolezen s podobnimi simptomi naj bi se pojavila še prej v Ohadu, v Izraelu, jeseni leta 2014, nakar naj bi se prenesla v druge predele države. Presevna (transmisijska) elektronska mikroskopija je pokazala prisotnost paličastih virusnih struktur, ki so značilne za tobamoviruse, celotno sekvenciranje pa je bolezen povezalo z virusom rjave grbančavosti plodov paradižnika. ToBRFV so potrdili tudi v Palestini, kjer so prve simptome opazili jeseni leta 2018.
Virus rjave grbančavosti plodov paradižnika se je hitro razširil v druge predele, kjer se goji paradižnik. Po začetnem pojavu v Izraelu in Jordaniji se je virus prenesel v Evropo. Tam so ga prvič zaznali julija 2018 na 25 hektarov velikem rastlinjaku paradižnika v Nemčiji. Obolele rastline so bile okužene s ToBRFV in virusom mozaika pepina (pepino mosaic virus). Takoj so se lotili ukrepov za preprečevanje nadaljnjega širjenja in za izkoreninjenje virusa. Jeseni leta 2018 so simptome zaznali na nasadih paradižnika na Siciliji (Italija). Maja 2019 se je ToBRFV prenesel tudi na gojene paradižnike celinske Italije. Ta izbruh naj bi uspešno zajezili.
Bolezen, ki jo povzroča virus rjave grbančavosti plodov paradižnika, se je jeseni leta 2018 pojavila v Severni Ameriki, prvotno pa so jo zaznali v Mehiki. Zabeležen je bil tudi prvi primer obolele paprike (Capsicum). Izbruh, ki so ga enakočasno doživeli v Kaliforniji, so uspešno zavrli. Način prenosa virusa v Severno Ameriko ni poznan. Do februarja 2019 so v 20 mehiških zveznih državah doživeli napade ToBRFV, dokazali pa so tudi prvi jajčevec (Solanum melongena), pozitiven na virus rjave grbančavosti plodov paradižnika.
Januarja 2019 so prvi pozitivni primer ToBRFV zaznali v Turčiji. Virus se je pojavil celo v azijskih deželah, kjer so aprila 2019 pri kitajskih gojenih paradižnikih dokazali ToBRFV, čigar pot na Kitajsko ni znana. Novi izbruhi so se v letu 2019 pojavili tudi v Evropi. Spomladi leta 2019 so virus našli v Veliki Britaniji, kjer so se takoj lotili ukrepanja. Prisotnost virusa so že kmalu v januarju 2020 potrdile tudi Nizozemska, Grčija, Španija in Francija. Do februarja 2020 so na Nizozemskem zabeležili 17 izbruhov, dodatnih devet je bilo zaznanih v Španiji, v Italiji pa so pokazali prisotnost virusa ToBRFV na prvi oboleli papriki.

### V Sloveniji
Prvi primer virusa rjave grbančavosti plodov paradižnika je bil v Sloveniji potrjen v začetku avgusta leta 2021 pri enem izmed slovenskih pridelovalcev. Laboratorijske raziskave, ki so dale pozitiven rezultat na virus ToBRFV, je izvedel laboratorij Nacionalnega inštituta za biologijo (NIB).
Na Ministrstvu za kmetijstvo, gozdarstvo in prehrano pravijo, da se je tveganje za prenos tega virusa v Slovenijo sicer pojavilo že prej istega leta, ko so ugotovili, da so bila semena paprike iz Češke, uvožena iz Kitajske, okužena z virusom rjave grbančavosti plodov paradižnika. Takrat je uprava takoj ukrepala in zahtevala uničenje okuženih semen ter iz teh semen zraslih sadik.

## Gostitelj in simptomi
Večinoma virus ToBRFV napada paradižnik, redkeje zajeda vrste rodu paprika (Capsicum), še posebej papriko (Capsicum annuus). Primer, ko je obolela rastlina jajčevca (Solanum melongena), je bil zaznan v Mehiki. Kljub temu v študijah virusa ni bilo mogoče eksperimentalno prenesti na rastline jajčevca. Virus so našli tudi pri nekaterih vrstah trav (Poaceae).
Simptomi, ki se pojavijo pri obolelem paradižniku, so pogosto različni, variabilna pa je tudi njihova intenzivnost (vse od blage prizadetosti do močnih deformacij). Na listih se pogosto pojavi vzorec v obliki mozaika, kloroza in pegavost. Paradižnikovi listi se lahko zožijo ali skrivenčijo. Med tipične simptome spadajo tudi rjave in gubaste pege na okuženih plodovih, ti so občasno nepravilne oblike, manjši (skoraj drobni) ali porumenijo. Na cvetovih, pecljih in steblu se v nekaterih primerih pojavijo nekroze tkiva. Tudi pri papriki se izrazijo podobni simptomi (mozaik, razbarvanje, rjavenje poganjka, deformacije plodov ipd.).

## Prenašanje
Virus rjave grbančavosti plodov paradižnika je mogoče prenesi mehansko – virus je namreč stabilen tudi zunaj rastline in se lahko med osebki prenaša s pomočjo kontaminiranih orodij, na oblačilih ali rokah. Sumijo, da se virus ToBRFV širi tudi preko semen, a to še ni potrjeno, četudi so virus zaznali na semenih paradižnika v prodaji. Drug način prenosa je propagacija. Temni zemeljski čmrlj (Bombus terrestris), ki se pogosto uporablja v pridelavi paradižnika za opraševanje rastlin, naj bi bil sposoben širiti virus med rastlinami.

## Nadziranje
Do sedaj še ni bilo razpoznanih kultivarjev, ki bi bili odporni na virus ToBRFV. Ker se virus enostavno prenaša mehansko, so nujni fitosanitarni ukrepi in z njimi povezana higiena. Virus precej časa preživi na različnih površinah – vsaj 2 uri na koži in rokavicah, 2 na plastiki in 1 mesec na steklu, aluminiju ter nerjavečem jeklu. Razkužili Virkon S in Huwa San sta učinkoviti na večini površin, a le po enourni izpostavitvi. Plastične pladnje in vozičke se lahko pomoči v vročo vodo (90 °C (194 °F) za 5 minut), da se uniči virus.